# Престън (Айдахо)
Престън (на английски: Preston) е град в окръг Франклин, щата Айдахо, САЩ. Престън е с население от 4682 жители (2000) и обща площ от 17,3 km². Намира се на 1437 m надморска височина. ЗИП кодът му е 83263, а телефонният му код е 208.